# 中国人民财产保险
中國人民財產保險股份有限公司（港交所：2328），簡稱「人保財險」、「中財」或「財險」，原身为“中国人民保险公司的财产保险部”，是中國一家保险業上市公司。

## 歷史
中国人民保险公司成立于1949年，後改名中国人民保险集团公司。2003年7月，中国人民保险集团新成立中國人民財產保險股份有限公司，注册资本122.5598亿元人民币。公司在中華人民共和國註冊，继承了原中国人民保险公司商业业务的全部资产、负债以及分支机构，经营除人身保险以外的一切保险业务。
2003年11月6日在香港交易所上市，是目前中国内地最大的非寿险公司。主要業務是為中國各界客戶提供多種財險產品。它是香港中資金融股的八行五保之一。
人保财险相继成为北京2008年奥运会、2010年上海世博会保险合作伙伴。2008年，人保财险保费收入突破1000亿元人民币，成为中国内地第一家年度保费突破千亿元大关的财产保险公司，进入全球财产保险业务前十强。2012年，人保财险保费收入超过1900亿元人民币，亚洲排名稳居第一，在全球单一品牌财险公司中位列第二。 
2011年純利增長五成一，賺八十億二千七百萬元人民幣，不派息，業績遜預期。營業額增加一成二，升至一千七百三十九億元人民幣。
2013年5月，中國財险宣布（A+H）大折讓供股，將發行4.1817億股H股（9.2998億A股），佔經擴大後H股股本9.9%，每10股供1.1股，H股供股價5.38元（4.3元人民幣），較該股2013年5月20日收市價10.2元折讓47%；連同內資股供股，將合共籌72.57億元（57.63億元人民幣），供股所得將用於補充其資本金，以改善財險償付能力。AIG 承諾供股，現時AIG持有H股31.92%12.13億股H股、公司已發行股本約9.9%。中國人保，承諾參與子公司中國財險的供股計劃，將出資39.99億元人民幣，全數認購獲配發的近9.3億股內資股供股股份。

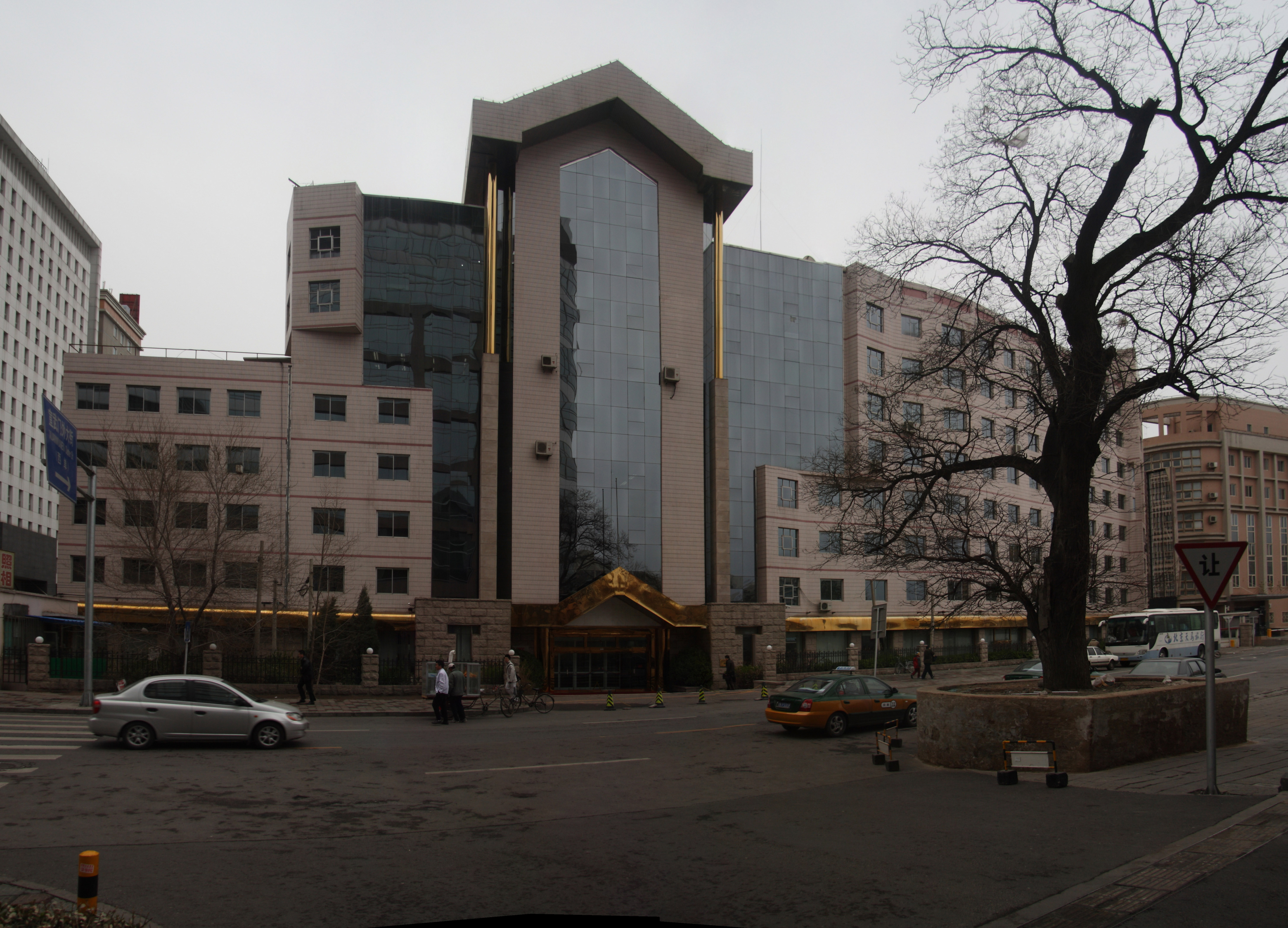
中國人民財產保險股份有限公司總部大樓，至2010年5月搬至銀泰中心

2015年12月29日中國人民財產保險斥資不多於257億人民幣現金，向德意志銀行購買8.77億股、薩爾．奧彭海姆購買2.67億股及德銀盧森堡購買9.22億股，合共購買21.36億股華夏銀行股份，約佔華夏銀行全部已發行股份的19.99%
2017年1月9日，前董事长王银成被有关部门带走调查，3月6日人保财险公司宣布王银成辞去公司董事长职务，2018年5月24日，王银成被一审判处有期徒刑十一年。

## 外部連結
- 官方网站